# Six Jours de Buffalo
Les Six Jours de Buffalo (Six days of Buffalo en anglais) sont une course cycliste de six jours disputée sur la piste du vélodrome Broadway Arsenal, construit pour l'occasion,  à Buffalo (New York), aux États-Unis. Seize éditions ont lieu entre 1910 et 1948.

## Palmarès
| Année    | Vainqueur                          | Deuxième                           | Troisième                      |
| -------- | ---------------------------------- | ---------------------------------- | ------------------------------ |
| 1910     | Peter Drobach Alfred Hill          | Walter De Mara Charles Stein       | John Bedell Menus Bedell       |
| 1911     | Ernie Pye Jackie Clark             | Paddy Hehir Alfred Goullet         | Iver Lawson Eddy Root          |
| 1912     | Non-disputés                       |                                    |                                |
| 1913     | Peter Drobach Paddy Hehir          | Worth Mitten Gordon Walker         | George Cameron Iver Lawson     |
| 1914     | Non-disputés                       |                                    |                                |
| 1915     | Francesco Verri Reginald McNamara  | Clarence Carman Frank Corry        | George Cameron Harry Kaiser    |
| 1916-33  | Non-disputés                       |                                    |                                |
| 1934 (1) | Fred Ottevaire William Peden       | Tino Reboli Reginald McNamara      | Fred Spencer Charles Winter    |
| 1934 (2) | Gerard Debaets Alfred Letourneur   | Willie Grimm Norman Hill           | Franz Duelberg Ewald Wissel    |
| 1935 (1) | Franco Giorgetti Alfred Letourneur | Tino Reboli Robert Thomas          | Willie Grimm Avanti Martinetti |
| 1935 (2) | Louis Cohen Dave Lands             | Jerry Rodman Robert Thomas         | Willie Grimm Charly Ritter     |
| 1936     | Non-disputés                       |                                    |                                |
| 1937 (1) | Doug Peden William Peden           | Tino Reboli Charly Yaccino         | Russell Allen Henry O'Brien    |
| 1937 (2) | Gustav Kilian Heinz Vopel          | Albert Crossley Jimmy Walthour     | Tino Reboli Gerard Debaets     |
| 1938 (1) | Omer De Bruycker Alfred Letourneur | Doug Peden William Peden           | Tino Reboli Henry O'Brien      |
| 1938 (2) | Gustav Kilian Robert Thomas        | Douglas Peden William Peden        | Albert Crossley Jimmy Walthour |
| 1939     | Gustav Kilian Cecil Yates          | Heinz Vopel Henry O'Brien          | Albert Crossley Jimmy Walthour |
| 1940     | Heinz Vopel Cecil Yates            | Doug Peden William Peden           | Gustav Kilian Henry O'Brien    |
| 1941     | Heinz Vopel Gustav Kilian          | Angelo De Bacco Cesare Moretti Jr. | Jules Audy René Cyr            |
| 1942-47  | Non-disputés                       |                                    |                                |
| 1948     | René Cyr Cesare Moretti Jr.        | Walter Diggelmann Henri Surbatis   | Francis Grauss André Pousse    |